# Denzler AG
Die Denzler AG war ein Industrieunternehmen mit Sitz im Ortsteil Sankt Mang von Kempten (Allgäu). Der Betrieb der Zwirnerei wurde Anfang der 1990er Jahre aufgegeben.

## Unternehmensgeschichte
Das Unternehmen hatte seine Ursprünge in der Schweiz: Die Brüder Heinrich und Friedrich Denzler aus Nänikon kamen durch familiäre Kontakte nach Kempten. Im Mai 1864 erwarben die beiden dort die Grundstücke rechts der Iller sowie eine Staustufe unterhalb von Drahtzug. Es wurde ein Kanal und Wehr sowie ein kleines Turbinenhaus für ein Wasserkraftwerk aufgebaut. Mit dieser Anlage wurde die Mechanische Baumwollzwirnerei Kempten mit 2000 Spindeln betrieben.
Im Jahr 1868 wurden Webzwirne, Näh- und Fischernetzzwirne hergestellt. Zwei Jahre später erwarben die Brüder Denzler auf der gegenüber liegenden Illerseite eine Holzschleife und schlossen dem Betrieb damit eine Holzstofferzeugung an, die 1898 aufgegeben wurde.

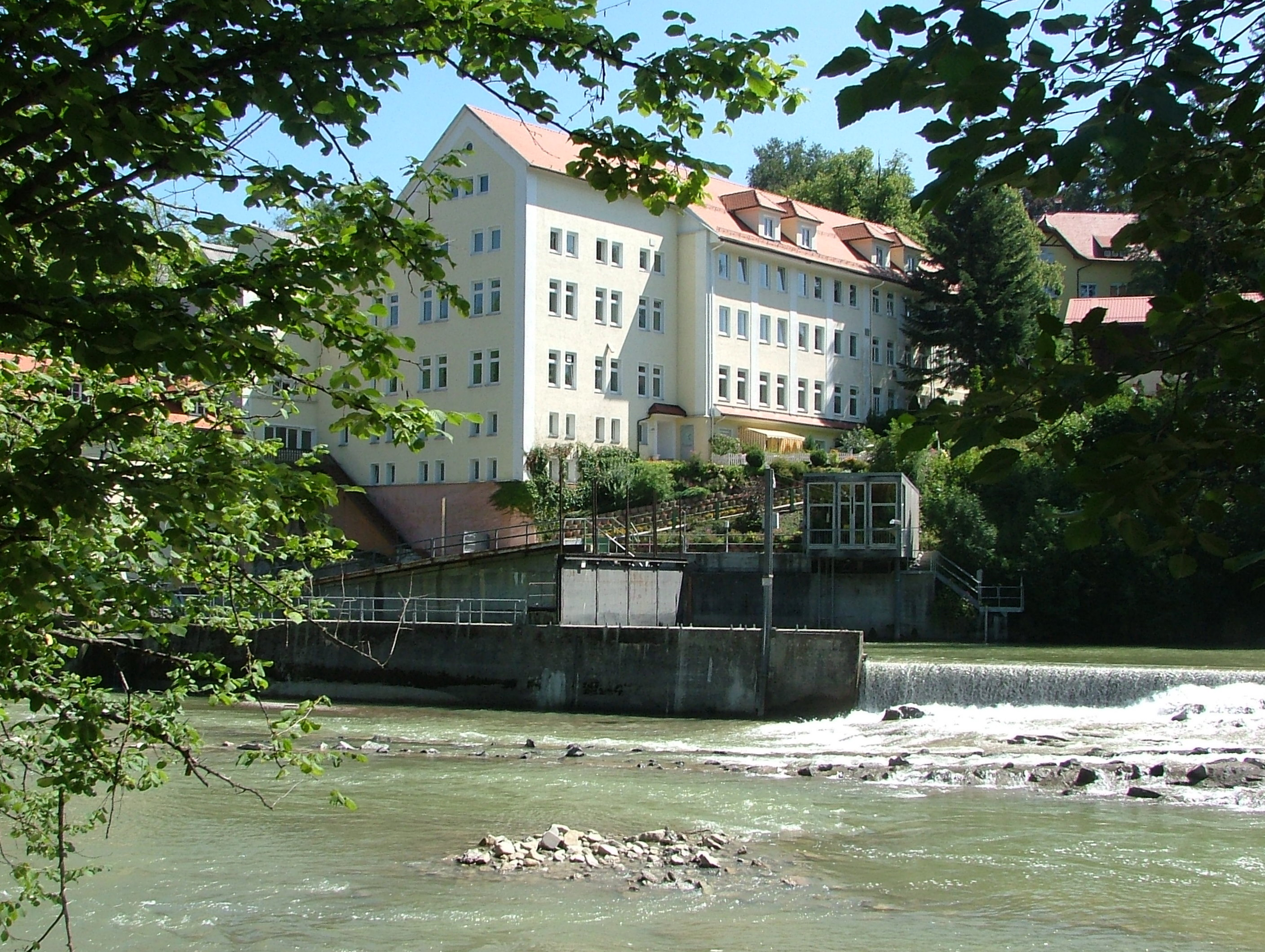
Ehemaliges Fabrikgebäude an der Iller. Heute Sitz von Ott Hydromet

1889 wurde das Unternehmen in eine Aktiengesellschaft umfirmiert. Geschäftsleiter wurde der Sohn von Heinrich Denzler. Zwischen 1890 und 1910 verdoppelte sich die Spindelanzahl auf 16.000 Stück. Vor dem Zweiten Weltkrieg fanden dort 300 Arbeiter eine Arbeitsstätte. Ab 1890 wurden für sächsische, Vorarlberger, Schweizer und nordfranzösische Kunden Stickzwirne hergestellt. Wegen des stetigen Wachstums wurde die Leistung des Wasserkraftwerks auf 400 PS ausgebaut.
1925 übernahm die Denzler AG eine Fischnetzfabrik für Hochsee- und Binnenfischerei. Die technische Ausstattung, und somit auch Voraussetzung, stammt aus einer konkursgegangenen Fabrik in Danzig. Mit der Nähfadenproduktion wurde 1932 begonnen. 1938 wurde das Sortiment um Cordzwirn erweitert. Nach dem Weltkrieg kam das Werk an eine Treuhandverwaltung und wartete nur noch die Betriebsausstattung. Im Jahr 1946 baute die Denzler AG einen Fabriksaal und erweiterte die Cordzwirnerei, als neues Geschäftsfeld kam die Kistenmacherei hinzu.
Bei einem Großbrand im April 1959 wurde die Zwirnerei fast völlig zerstört. Man entschied sich in der Zeit darauf die Nähfadenproduktion einzustellen um sich dem gestiegenen Bedarf an Luxusgütern anzupassen. In den 1960er Jahren wurden in den Produktionsräumen entlang der Iller Feinzwirne, Synthetik-Garne für Webereien, Wirkereien und Strumpfwarenfabriken hergestellt. Das Portfolio an Netzen wurde stetig erweitert, nach Fischnetzen gehörten beispielsweise auch Gardinen-, Dekorations- und technische Netze zum Sortiment. 1961 erfolgte eine Umbenennung zur Denzler AG, wobei die vorige Firma Zwirnerei Denzler AG im Jahr 1939 im Handelsregister eingetragen wurde. Zusammen mit einer Zweigniederlassung in Bremerhaven hatte die Aktiengesellschaft insgesamt 200 Arbeitskräfte. „Denzler’s Fischman“ galt in der Zeit als internationaler Qualitätsbegriff.
Gegen Ende der 1970er Jahre baute das Kemptener Unternehmen für Kunert aus Immenstadt im Allgäu eine neue Fabrik. In den vermieteten Fabrikhallen entstanden Herrenstrümpfe.
Mit der Reduktion der Fischfangquoten in den 1980er Jahren erwies sich die Fischnetzherstellung als unrentabel und wurde 1985 eingestellt. Sechs Jahre später wurde der Betrieb der Denzler AG vollständig aufgegeben. Die Betriebsgebäude wurden teilweise durch Möbelmärkte und durch die Ott Hydromet übernommen. Der Schornstein wurde 1998 gesprengt. Der Denzler-Park, ein kleiner Bürgerpark mit der denkmalgeschützten Denzler-Villa, wurde 2000/01 von der BSG Allgäu, ein Wohnungsbauunternehmen, von der letzten Unternehmenseigentümerfamilie Nef übernommen.